# 112.ª Divisão de Infantaria (Alemanha)
A 112ª Divisão de Infantaria (em alemão:112. Infanterie-Division) foi uma unidade militar que serviu no Exército alemão durante a Segunda Guerra Mundial.

## Comandantes
| Comandante                             | Data                                            |
| -------------------------------------- | ----------------------------------------------- |
| General der Infanterie Friedrich Mieth | 10 de dezembro de 1940 - 10 de novembro de 1942 |
| Generalmajor Albert Newiger            | 10 de novembro de 1942 - 20 de junho de 1943    |
| General der Artillerie Rolf Wuthmann   | 20 de junho de 1943 - 3 de setembro de 1943     |
| Generalleutnant Theobald Lieb          | 3 de setembro de 1943 - 2 de novembro de 1943   |

## Oficiais de operações
| Major Werner Bodenstein]] | 10 de dezembro de 1940 - 15 de novembro de 1942 |

## Área de operações
| Alemanha                       | dezembro de 1940 - junho de 1941 |
| Frente Oriental, setor central | junho de 1941 - novembro de 1943 |